# 저먼캐모마일
저먼캐모마일(영어: German chamomile, 학명: Matricaria chamomilla 마트리카리아 카모밀라[*])은 국화과의 한해살이풀이다.

## 분포
아시아, 유럽, 아프리카, 아메리카, 오세아니아에 분포한다. 동아시아(중국), 중앙아시아(몽골, 우즈베키스탄, 카자흐스탄, 키르기스스탄), 남아시아(인도), 서남아시아(레바논, 시리아, 아프가니스탄, 이라크, 이란, 이스라엘, 터키), 캅카스(아제르바이잔, 조지아), 동남유럽(그리스, 루마니아, 몬테네그로, 보스니아 헤르체고비나, 불가리아, 세르비아, 슬로베니아, 알바니아, 크로아티아, 키프로스), 동유럽(러시아, 벨라루스, 우크라이나), 북유럽(노르웨이, 덴마크, 스웨덴, 핀란드), 서유럽(네덜란드, 벨기에, 영국), 중앙유럽(독일, 스위스, 슬로바키아, 오스트리아, 체코, 폴란드, 헝가리), 남유럽(스페인, 이탈리아, 포르투갈, 프랑스), 북아프리카(알제리, 모로코)가 원산지이다.

## 특징
저먼캐모마일은 15~60 센티미터 (6~24인치)의 높이로 자라난다. 길고 좁은 잎은 이회 우상, 삼회 우상으로 되어 있다.
높이는 50cm~1m 정도이며, 곧추선 줄기에 곁가지가 많은 것이 특징이다. 꽃은 5~9월에 피며, 사과향이 난다.

## 쓰임새
쓴 맛이 캐모마일(Chamaemelum nobile)에 비해 적어서 식용으로 많이 쓰인다.
허브인 캐모마일로는 저먼캐모마일이 가장 흔히 쓰이지만, 그 외에도 여러 다른 식물이 "캐모마일"로 불리며 사용된다.

## 같이 보기
- 캐모마일